# Великий Сетний
Великий Сетний (рос.: Большой Сетной) — острів у північно-західній частині Каспійського моря в дельті Волги. Адміністративно розташовано в Камизяцькому районі Астраханської області Росія.
На північ лежить о. Морська Коса, на захід — Малий Сетний, на південь — Морський Сетний. Проходить Тишківський канал.
Є база відпочинку. Рибальство.